# Mylo Xyloto
Albums de Coldplay
Viva la Vida
(2008) Ghost Stories
(2014)
Mylo Xyloto (prononcé /ˈmaɪləʊ ˈzaɪlətəʊ/), est le cinquième album du groupe anglais Coldplay. Il succède à Viva la Vida or Death and All His Friends paru en 2008. Sorti le 24 octobre 2011, l'album a été enregistré à Londres entre l'année 2009 et le début de l'année 2011. Il s'est vendu à 2 millions d'exemplaires en deux semaines d'exploitation et plus de 8 millions un an après sa sortie. Il comprend un duo Princess of China avec la chanteuse barbadienne Rihanna.

## Écriture et enregistrement de l'album
Après la sortie de Viva La Vida en 2008, le producteur Brian Eno avait adressé une lettre au groupe dans laquelle il les félicitait pour le travail accompli mais leur assurait qu'ils étaient capables de faire encore beaucoup mieux lors du prochain album.
Chris Martin lui-même déclarait que le groupe s'était remis au travail avec l'ambition de sortir un disque qui fasse date dans sa discographie.
Un des buts de l'album était de poursuivre le travail d'expérimentation amorcé avec Viva La vida mais en allant plus loin et en développant un nouveau son.
Les premières sessions commencent en 2009, alors que Coldplay fait une pause dans la tournée de promotion de Viva.
La phase de création aura durée 3 années, en raison des hésitations du groupe sur l'orientation exacte du disque. Les 4 musiciens ont en effet pensé à plusieurs idées, comme faire un disque acoustique, ou encore une bande originale pour un dessin animé. Finalement ils ont décidé de faire un album concept, qui raconterait une histoire à travers chaque chanson. 
L'enregistrement a eu lieu sous la houlette de Brian Eno dans le studio londonien The Bakery, et dans une ancienne église au nord de Londres, baptisée The Beehive.
Durant l'été 2011, alors que l'album est presque fini, Coldplay participe à plusieurs festivals à travers l'Europe (dont le célèbre Glastonbury) et en profite pour jouer de nouveaux morceaux.

## L'album

### Style
Esthétiquement, l'album s'inspire de la old school American graffiti (la pochette représente un mur de graffitis) et du White Rose Movement, un mouvement d'étudiants allemands non-violents qui ont combattu le nazisme durant la Seconde Guerre mondiale. Le chanteur Chris Martin déclare également que l'album a été influencé par la série de HBO, The Wire.
Musicalement, Willy Champion disait lors du passage du groupe dans l'émission Taratata du 21 octobre 2011, que pour cet album les membres voulaient un album « calme, méditatif et acoustique », mais le fait fut que certaines chansons plus festives ne collaient pas avec ce thème, ils combinèrent donc les deux.

### Le concept
L'album suit le parcours de Mylo Xyloto, personnage imaginaire qui évolue dans un environnement urbain oppressant et sombre. Le comics Mylo Xyloto, en six volumes, raconte l'histoire imaginée par Coldplay pour ce cinquième album. 
L'idée principale est que l'amour finit toujours par triompher, malgré les épreuves et les obstacles de la vie.

## Le titre et l'artwork de l'album
Le titre Mylo Xyloto et la pochette de l'album sont dévoilés officiellement le 12 août 2011. 
Le titre fait référence au personnage principal de l'histoire. 
La pochette met en scène le titre sur un fond d'images de tags urbains. L'endroit où les tags ont été réalisés n'a pas été communiqué.

## Les singles
Le premier single issu de l'album, Every Teardrop Is A Waterfall, est sorti dans les bacs le 3 juin 2011.

Le deuxième single, Paradise, est paru le 12 septembre 2011.

Le troisième extrait, Charlie Brown, est lancé le 3 février 2012.

Le quatrième single, Princess of China est disponible officiellement depuis le 4 juin 2012.

Le cinquième single, Hurts Like Heaven, est disponible depuis le 8 octobre 2012.

## Liste des pistes
La liste des pistes a été révélée sur le site du groupe le 9 septembre 2011.
| No  | Titre                                 | Producteur(s) | Durée |
| --- | ------------------------------------- | ------------- | ----- |
| 1.  | Mylo Xyloto                           |               | 0:43  |
| 2.  | Hurts Like Heaven                     |               | 4:02  |
| 3.  | Paradise                              |               | 4:37  |
| 4.  | Charlie Brown                         |               | 4:45  |
| 5.  | Us Against The World                  |               | 3:59  |
| 6.  | M.M.I.X.                              |               | 0:49  |
| 7.  | Every Teardrop Is A Waterfall         |               | 4:00  |
| 8.  | Major Minus                           |               | 3:30  |
| 9.  | U.F.O.                                |               | 2:17  |
| 10. | Princess of China (featuring Rihanna) |               | 3:59  |
| 11. | Up In Flames                          |               | 3:13  |
| 12. | A Hopeful Transmission                |               | 0:33  |
| 13. | Don't Let It Break Your Heart         |               | 3:54  |
| 14. | Up With The Birds                     |               | 3:45  |

## Certifications
| Pays              | Certification | Ventes certifiées |
| ----------------- | ------------- | ----------------- |
| États-Unis (RIAA) | Platine       | 1 000 000         |
| Italie (FIMI)     | 3 × Platine   | 90 000            |
| Suède (GLF)       | Or            | 20 000            |
| Suisse (IFPI)     | 2 × Platine   | 60 000            |